# Vorläufige Volksvertretung für Württemberg-Baden
Die Vorläufige Volksvertretung für Württemberg-Baden war 1946 ein parlamentsähnliches Gremium im Land Württemberg-Baden in der Amerikanischen Besatzungszone, dessen wesentliche Aufgabe die Beratung der von der Militärregierung der Vereinigten Staaten eingesetzten zivilen Regierung war. Sie war Vorläufer der am 30. Juni 1946 in freier Wahl gewählten Verfassunggebenden Landesversammlung. Sie entsprach den Ernannten Landtagen der anderen Länder in der amerikanischen und britischen Besatzungszone.

## Geschichte
Nach dem Zweiten Weltkrieg wurden die Länder Baden und Württemberg zwischen der amerikanischen Besatzungszone im Norden und der französischen im Süden aufgeteilt. Innerhalb der französischen Zone wurden die Länder Württemberg-Hohenzollern und Baden gegründet, in der amerikanischen Zone das Land Württemberg-Baden. 
Bereits für den 20. Juni 1945 berief die amerikanische Militärregierung eine Landrätekonferenz für Nordwürttemberg nach Murrhardt ein. Eingeladen waren die Landräte der 15 von den Amerikanern besetzten nordwürttembergischen Landkreise. Die Landeshauptstadt Stuttgart sowie die Landkreise Böblingen, Esslingen, Leonberg, Nürtingen und Vaihingen waren nicht vertreten, da sie zu diesem Zeitpunkt noch der französischen Besatzungsmacht unterstanden. Reinhold Maier und Wilhelm Keil nahmen als ehrenamtliche Berater an der Konferenz teil. Weitere Landrätekonferenzen fanden am 11. Juli 1945 in Schwäbisch Gmünd, am 15. August 1945 in Ludwigsburg, am 10. Oktober 1945 in Bad Boll und 21. November 1945 in Schnait statt. Bei der Konferenz in Schnait waren erstmals auch Vertreter aus dem nordbadischen Landesteil anwesend.
Am 10. Januar 1946 erließ die Militärregierung ein Gesetz, das die Einberufung einer Vorläufigen Volksvertretung anordnete, die die Landrätekonferenz ablöste.
Die Vorläufige Volksvertretung hatte lediglich eine beratende Funktion; ihre Beschlüsse hatten für die von der Militärregierung eingesetzte zivile Staatsregierung unter Ministerpräsident Reinhold Maier den Charakter von Empfehlungen.
Die Eröffnungssitzung der Vorläufigen Volksvertretung fand am 16. Januar 1946 im Großen Haus des Württembergischen Staatstheaters in Stuttgart statt. Danach gab es zwischen dem 30. Januar 1946 und dem 19. Juni 1946 insgesamt neun Arbeitssitzungen. Die Vorläufige Volksvertretung wurde durch die am 30. Juni 1946 in freier Wahl gewählte Verfassunggebende Landesversammlung abgelöst.

## Zusammensetzung
Die Mitglieder der Vorläufigen Volksvertretung wurden nicht gewählt, sondern von der Militärregierung ernannt. Als Präsident wurde Wilhelm Keil (SPD) eingesetzt. Sein Stellvertreter war der Mannheimer Oberbürgermeister Josef Braun (CDU). Die Vorläufige Volksvertretung hatte insgesamt 124 Mitglieder. Sie setzte sich wie folgt zusammen:
- Präsident Wilhelm Keil (SPD) als Vorsitzender
- Ministerpräsident Reinhold Maier (DVP)
- 8 weitere Mitglieder der Regierung
- 12 Vertreter der CDU
- 12 Vertreter der SPD
- 12 Vertreter der DVP
- 12 Vertreter der KPD
- 28 Landräte
- 8 Oberbürgermeister
- 4 Vertreter der Gewerkschaften
- 4 Vertreter der Industrie- und Handelskammern
- 4 Vertreter der Handwerkskammern
- 8 Vertreter aus der Landwirtschaft
- 4 Vertreter der Hochschulen
- 6 Vertreter der Kirchen

## Mitglieder

### A
- Rudolf Agricola, KPD
- Josef Amann, SPD
- Josef Andre, Minister zur besonderen Verwendung, CDU
- Hans Anschütz, CDU

### B
- Karl-Heinrich Bauer, Vertreter der Hochschulen
- Robert Bauser, KPD
- Julius Bender, Vertreter der evangelischen Kirche
- Heinrich Berggötz, CDU
- Henry Bernhard, DVP
- Ludwig Bernheim, Landrat des Landkreises Buchen
- Emil Beutinger, Oberbürgermeister der Stadt Heilbronn
- Josef Beyerle, Justizminister, CDU
- Franz Bläsi, CDU
- Franz Böning, Vertreter der Gewerkschaften
- Ludwig Bolz, Vertreter der Landwirte
- Fritz Brändlein, KPD
- Josef Braun, Oberbürgermeister der Stadt Mannheim
- Josef Brönner, Landrat des Landkreises Mergentheim, CDU
- Hans Brümmer, Vertreter der Gewerkschaften
- Albert Buchmann, KPD
- Konrad Burkhardt, Landrat des Landkreises Schwäbisch Gmünd

### C
- Fritz Cahn-Garnier, Finanzminister, SPD

### D
- Karl Daurer, Landrat des Landkreises Crailsheim
- Karl Dees, DVP
- Max Denker, SPD
- Erich Dietz, Landrat des Landkreises Schwäbisch Hall
- Richard Dissinger, Landrat des Landkreises Pforzheim
- Jakob Dobler, Vertreter der Landwirte
- Erwin Dörzbacher, Landrat des Landkreises Mosbach
- Willy Dürr, DVP

### E
- Karl Eberhardt, Landrat des Landkreises Nürtingen, abgelöst durch Ernst Schaude
- Karl Eppele, SPD
- Fritz Eppinger, Landrat des Landkreises Öhringen
- Joseph Ersing, CDU

### F
- Gertrud Frühschütz, KPD

### G
- Valentin Gaa, CDU
- Carl Hermann Gaiser, DVP
- Karl Geppert, Landrat des Landkreises Mannheim
- Adalbert Gramlich, CDU
- Richard Grammel, Vertreter der Hochschulen
- Karl Grathwohl, DVP
- Roman Großmann, Landrat des Landkreises Sinsheim
- Ernst Guggenheimer, Vertreter der Kirchen

### H
- Kurt Haag, Vertreter der Handwerkskammern
- Wolfgang Haußmann, DVP
- Hans Hege, Vertreter der Landwirte
- Jakob Hering, SPD
- Karl Hettich, SPD
- Karl Hettinger, SPD
- Fridolin Heurich, CDU
- Theodor Heuss, Kultminister, DVP
- Simon Hirt, Vertreter der Kirchen
- Heinz Hohner, Landrat des Landkreises Künzelsau
- Ernst Hornung, SPD
- Walther Hoß, SPD, Landrat des Landkreises Böblingen
- Anton Huber, CDU
- Paul Huber, Vertreter der Kirchen

### J
- Hellmuth Jäger, Landrat des Landkreises Ludwigsburg

### K
- Friedrich Adolf Katz, Oberbürgermeister der Stadt Pforzheim
- Wilhelm Keil, Präsident, SPD
- Alois Kimmelmann, SPD
- Robert Klausmann, KPD
- Arnulf Klett, Oberbürgermeister der Stadt Stuttgart
- Hermann Kling, CDU
- Hans Kneher, Vertreter der Industrie- und Handelskammern
- Heinrich Köhler, stellvertretender Ministerpräsident und Wirtschaftsminister, CDU
- Rudolf Kohl, Arbeitsminister, KPD
- Gottlob Kopp, DVP
- Max Kottmann, Vertreter der Kirchen
- Wilhelm Künzler, KPD
- Franz-Josef Kuhn, Vertreter der Landwirte
- Johann Kuhn, Vertreter der Landwirte
- Friedrich Kuhnle, Landrat des Landkreises Vaihingen

### L
- Fritz Landenberger, Landrat des Landkreises Esslingen
- Anette Langendorf, KPD
- Willi Lausen, SPD
- Franz Xaver Link, DVP
- Josef Locher, Vertreter der Landwirte
- Max von Lütgendorff-Leinburg, Landrat des Landkreises Aalen

### M
- Reinhold Maier, Ministerpräsident, DVP
- Johann Adam Mannschott, DVP
- Bernhard Meißner, DVP
- Paul Metz, Landrat des Landkreises Göppingen
- Arthur Meyer, Vertreter der Industrie- und Handelskammern
- Werner Middelmann, Landrat des Landkreises Bruchsal
- Franz Mittelbach, Vertreter der Industrie- und Handelskammern
- Adolf Münzinger, Vertreter der Hochschulen

### N
- Alfred Neff, Landrat des Landkreises Karlsruhe
- Hermann Nuding, KPD

### O
- Eugen Orgeldinger, DVP

### P
- Peter Pfisterer, Vertreter der Landwirte
- Albert Pflüger, SPD
- Rudolf Plank, Vertreter der Hochschulen

### R
- Richard Reile, Landrat des Landkreises Tauberbischofsheim
- Christian Rieker, SPD
- Hans Rueß, KPD

### S
- Carl Schaefer, DVP
- Ernst Schaude, Landrat des Landkreises Nürtingen, Nachfolger von Karl Eberhardt
- Peter Schilpp, CDU
- Markus Schleicher, Vertreter der Gewerkschaften
- Anton Schmidt, Landrat des Landkreises Waiblingen
- Valentin Schmitt, Vertreter der Landwirte
- Robert Scholl, Oberbürgermeister der Stadt Ulm
- Paul Schreck, KPD
- Ludwig Schröter, Landrat des Landkreises Leonberg[6]
- Karl Schwarz, Vertreter der Handwerkskammern
- Robert Sieber, Vertreter der Handwerkskammern
- Hermann Sihler, Landrat des Landkreises Heilbronn
- Wilhelm Simpfendörfer, CDU
- Ernst Sindlinger, Landrat des Landkreises Ulm
- Hermann Specht, Landrat des Landkreises Heidelberg, DVP
- Richard Stark, KPD
- Otto Steinmayer, Verkehrsminister, SPD
- Heinrich Stooß, CDU
- Karl Süß, DVP

### T
- Friedrich Töpper, Vertreter der Industrie- und Handelskammern, SPD
- Friedrich Tränkle, Landrat des Landkreises Backnang
- Jakob Trumpfheller, Vertreter der Gewerkschaften

### U
- Fritz Ulrich, Innenminister, SPD

### V
- Hermann Veit, Oberbürgermeister der Stadt Karlsruhe, SPD

### W
- Ernst Walz, Oberbürgermeister der Stadt Heidelberg
- Johannes Weißer, SPD
- Franz Wiedemeier, CDU
- Theophil Wurm, Vertreter der evangelischen Kirche

### Z
- Max von Zabern, Landrat des Landkreises Heidenheim
- Gustav Zimmermann, SPD